# Simson SRA 25/50
Simson SRA (STAR) – skuter produkcji niemieckiej firmy Simson.

## STAR 25
Jednoosobowa wersja "Mofa" z prędkością maksymalną ograniczoną do 25 km/h przeznaczona na zachodni rynek. Silnik ma moc 2,1 KM. Skuter wyposażono w bębnowy hamulec na przedniej osi.

## STAR 50
Simson STAR 50 to pierwszy "prawdziwy" skuter firmy Simson wyposażony w silnik z automatyczną skrzynią biegów. Jednostka napędowa to silnik dwusuwowy chłodzony powietrzem firmy Motori Franco Morini stosowany m.in. w skuterach Suzuki uzyskujący moc maksymalną 5 KM (3,7 KM zablokowany do 50 km/h). W produkcji zastosowano część podzespołów z modelu SR 50 - m.in. koła, zestaw liczników i przednie zawieszenie. Ciekawym rozwiązaniem jest centralny amortyzator tylnego zawieszenia umieszczony w podłodze (spotykany w niewielu modelach skuterów). W standardowym wyposażeniu był hamulec tarczowy montowany na przedniej osi, lecz dostępne były także wersje z hamulcem bębnowym.
Produkowano również motocykl z silnikiem o pojemności 95 cm3 i mocy 9,1 KM. Prędkość maksymalna wynosiła 90 km/h.